# Raduan Nassar
Raduan Nassar (Pindorama, São Paulo, 27 de noviembre de 1935) es un escritor brasileño, hijo de inmigrantes libaneses de religión católica. A pesar de tener poca obra publicada, la crítica lo considera uno de los más grandes escritores brasileños por la fuerza y calidad de su prosa. Algunas de sus obras fueron llevadas al cine.

## Biografía
Durante su adolescencia se mudó con su familia a la ciudad de São Paulo, donde estudió Derecho y Filosofía en la USP.
En 1975 publicó su primera novela Lavoura arcaica, de la que existe traducción castellana (ISBN 84-663-1571-3). En 1978 publicó Um copo de cólera. En 1994 se publicó Menina a caminho, una compilación de cuentos que datan de las décadas de 1960 y 1970.
Ha sido el ganador del Premio Camões 2016.

## Obras
- 1975, Lavoura arcaica (novela)
- 1978, Um copo de cólera (novela)
- 1994 Menina a caminho (cuentos)

## Versiones cinematográficas
- 1995, Um copo de cólera, de Aluizio Abranches y Flávio R. Tambellini.
- 2001, A la izquierda del padre de Luiz Fernando Carvalho.